# Lill-Babs
Barbro Margareta Svensson (Järvsö, Suécia, 9 de março de 1938 - Järvsö, 3 de abril de 2018), conhecida artisticamente como Lill-Babs, foi uma cantora schlager e atriz sueca.
Obteve o seu primeiro sucesso cantando a canção de Stig Anderson "Är du kär i mig ännu Klas-Göran" (Ainda estás apaixonado por mim Klas-Göran ?) em 1959. Paralelamente, fez teatro e participou em vários filmes. Representou a Suécia no Festival Eurovisão da Canção 1961 com a canção "April, april". Participou em vários shows de cabaré. 
A partir de 1970, participou em revistas e comédias musicais. Nos anos 80, trabalhou como animadora de televisão nos programas Hemma hos Lill-Babs (1987), Morgonlust (1988), Vem tar vem (1990) et Coctail (1991).
Publicou a sua autobiografia  Hon är jag (Aquela que eu sou) em 1996.

## Discografia

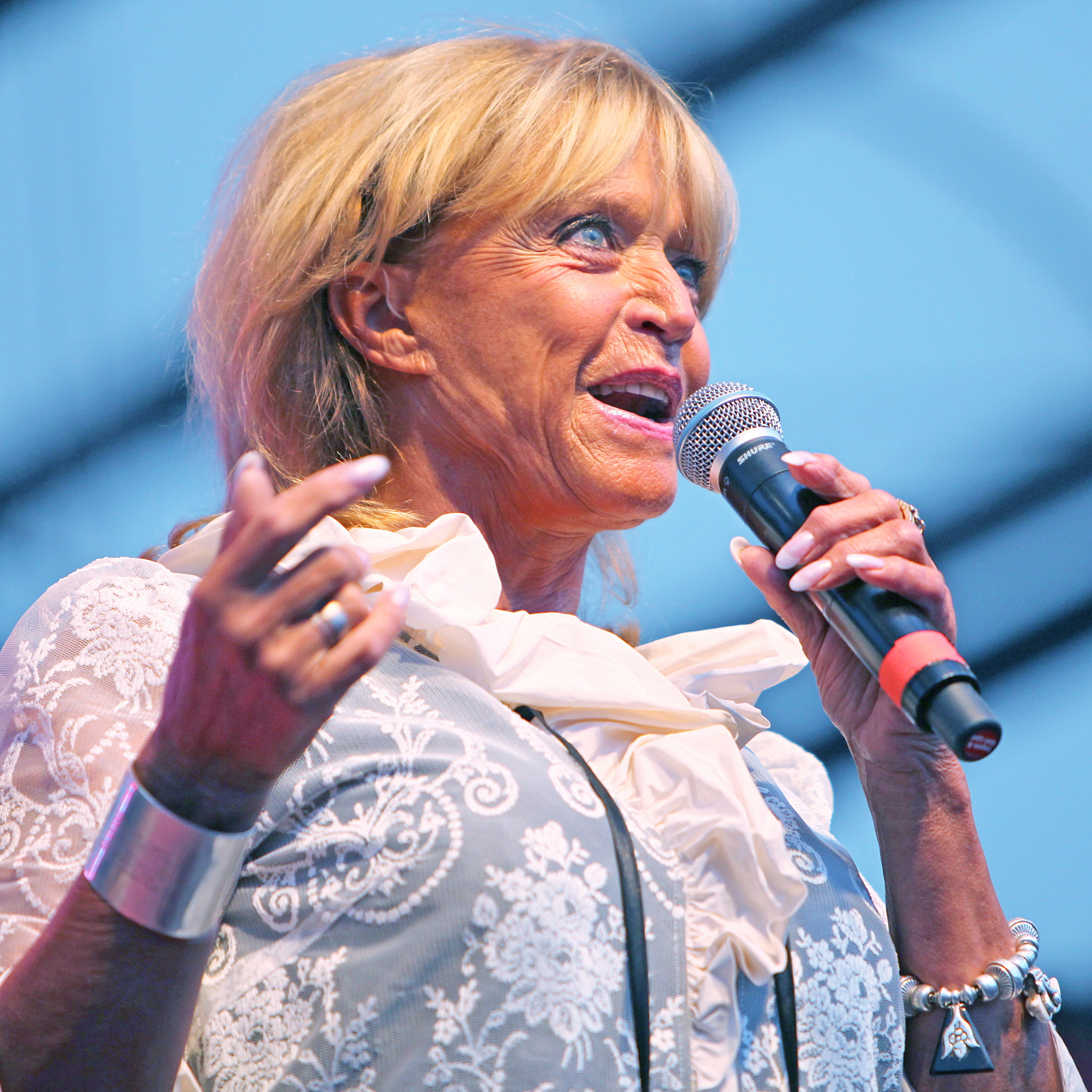
Lill Babs cantando no "Stockholm Pride" em 2009.

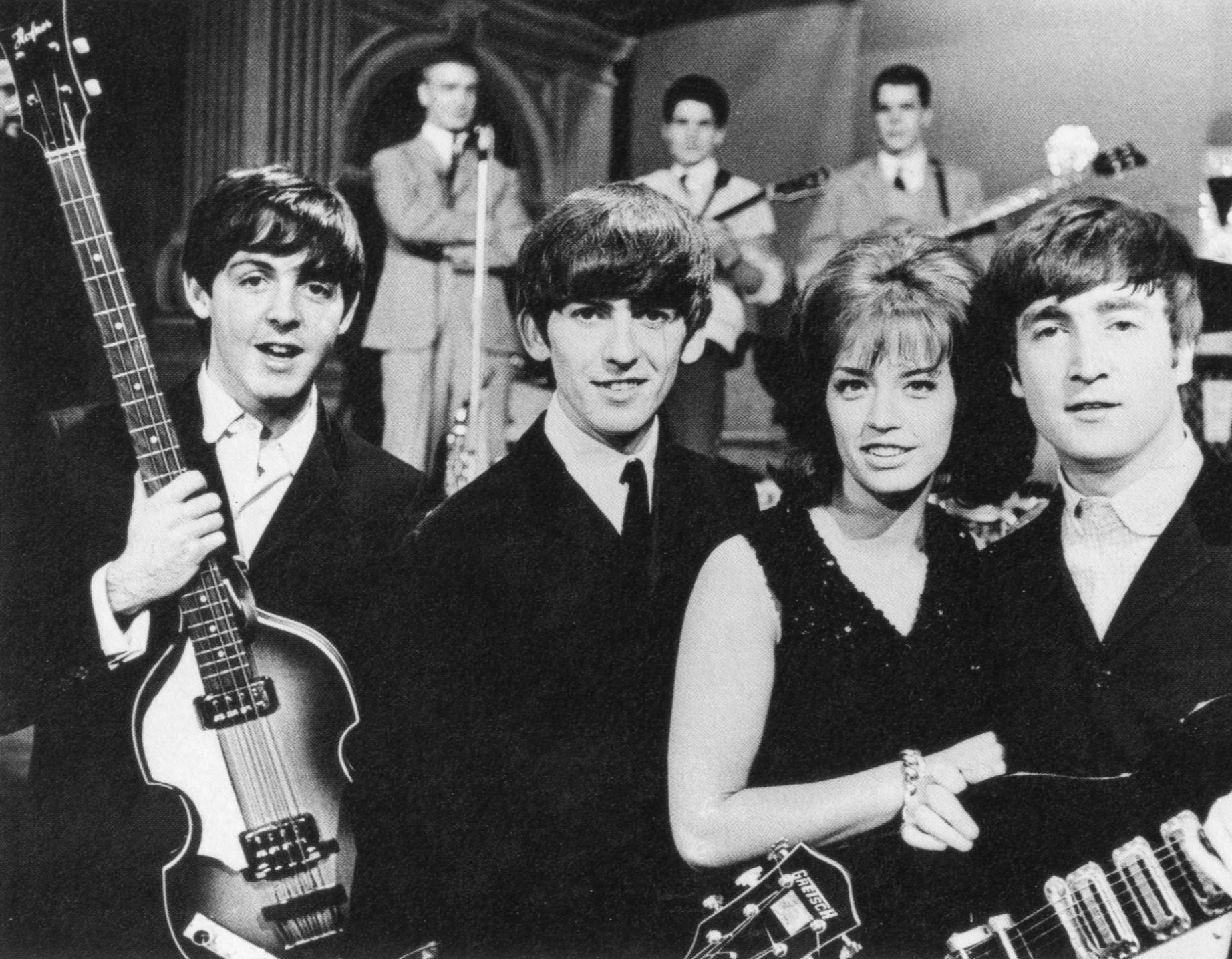
Lill-Babs com os Beatles em 1963.

### Álbuns de originais
- Splorr (1962)
- Svensson hyllar Alpertsson (1964)
- Lill-Babs (1967)
- Lill-Babs (1968)
- Välkommen till världen (1971)
- Jag ska sjunga för dig (1972)
- Hurra hurra (1973)
- Det våras för Barbro (1975)
- Lev mänska lev (1976)
- På scen (1977)
- Till mina vänner (1979)
- Lill-Babs i en show av Lars Forssell (1982)
- Det är ju min show (1982)
- Barbro (1984)
- Who's Sorry Now (1998)
- Här är jag (2005)

### Canções famosas
- "Är du kär i mig ännu, Klas-Göran?"
- "Itsy Bitsy Teenie Weenie Yellow Polka Dot Bikini"
- "En tuff brud i lyxförpackning"
- "Leva livet"
- "Manolito"
- "Bli en clown"
- "Gröna granna sköna sanna sommar"
- "Välkommen till världen"
- "Gummiboll"
- "Jag kan inte leva utan dig"
- "Ingen gör bort sig som jag"
- "En hemvävd stillsam tös"
- "Hon är jag"
- "Älskade ängel"

## Filmografia
- Suss gott (1956)
- Fly mej en greve (1959)
- Svenska Floyd (1961)
- Pang i bygget (1965)